# Krystyna Skarbek
Krystyna Skarbek   (Varsòvia, 1 de maig de 1908 - Kensington, 15 de juny de 1952) va ser una agent polonesa de la Direcció d'Operacions Especials (SOE) durant la Segona Guerra Mundial. Es va fer coneguda per les seves atrevides gestes d'intel·ligència i missions de guerra irregular a la Polònia i la França ocupades pels nazis. El periodista Alistair Horne, que es va descriure a si mateix el 2012 com una de les poques persones encara vives que havia conegut Skarbek, la va definir la "més valenta dels valents". La mestra d'espies Vera Atkins, del SOE, va descriure Skarbek com a "molt valenta, molt atractiva, però solitària i una llei per a ella mateixa".
Es va convertir en agent britànica mesos abans que es fundés el SOE el juliol de 1940. Va ser la primera agent britànica que va servir al camp i la que més va treballar entre les agents britàniques en temps de guerra. El seu enginy i el seu èxit s'han acreditat per haver influït en la decisió de reclutar més dones com a agents als països ocupats pels nazis. El 1941 va començar a utilitzar l'àlies Christine Granville, un nom que va adoptar legalment després de la naturalització com a subjecte britànic el desembre de 1946.
La fita més coneguda de Skarbek va ser aconseguir l'alliberament dels agents del SOE Francis Cammaerts i Xan Fielding d'una presó alemanya hores abans que fossin executats. Ho va fer reunint-se amb el comandant de la Gestapo a Dinha, on li va dir que era una agent britànica i on el va persuadir amb amenaces, mentides i un suborn de dos milions de francs per alliberar els agents. L'esdeveniment està ficcionat en l'últim episodi del programa de televisió britànic Wish Me Luck.
Skarbek es caracteritza sovint en termes com "l'espia més glamur" de Gran Bretanya. Va morir apunyalada el 1952 a Londres per un pretendent obsessionat i rebutjat que posteriorment va ser penjat.